# Reaktor RBMK
| Parametr                       | RBMK-1000 | RBMK-1500 | RBMK-2000 |
| ------------------------------ | --------- | --------- | --------- |
| Moc cieplna                    | 3200 MW   | 4800 MW   | 5400 MW   |
| Moc elektryczna                | 1000 MW   | 1500 MW   | 2000 MW   |
| Sprawność bloku                | 31,3%     | 31,3%     | 37%       |
| Temperatura pary przed turbiną | 280 °C    | 280 °C    | 450 °C    |
| Masa uranu w rdzeniu           | 192 t     | 189 t     | 226 t     |
| Kanałów odparowujących         | 1693      | 1661      | 1744      |
| Kanałów przegrzewających       | –         | –         | 872       |
| Wzbogacenie uranu              | 1,8%      | 1,8%      | 1,8–2,2%  |

Schemat reaktora RBMK

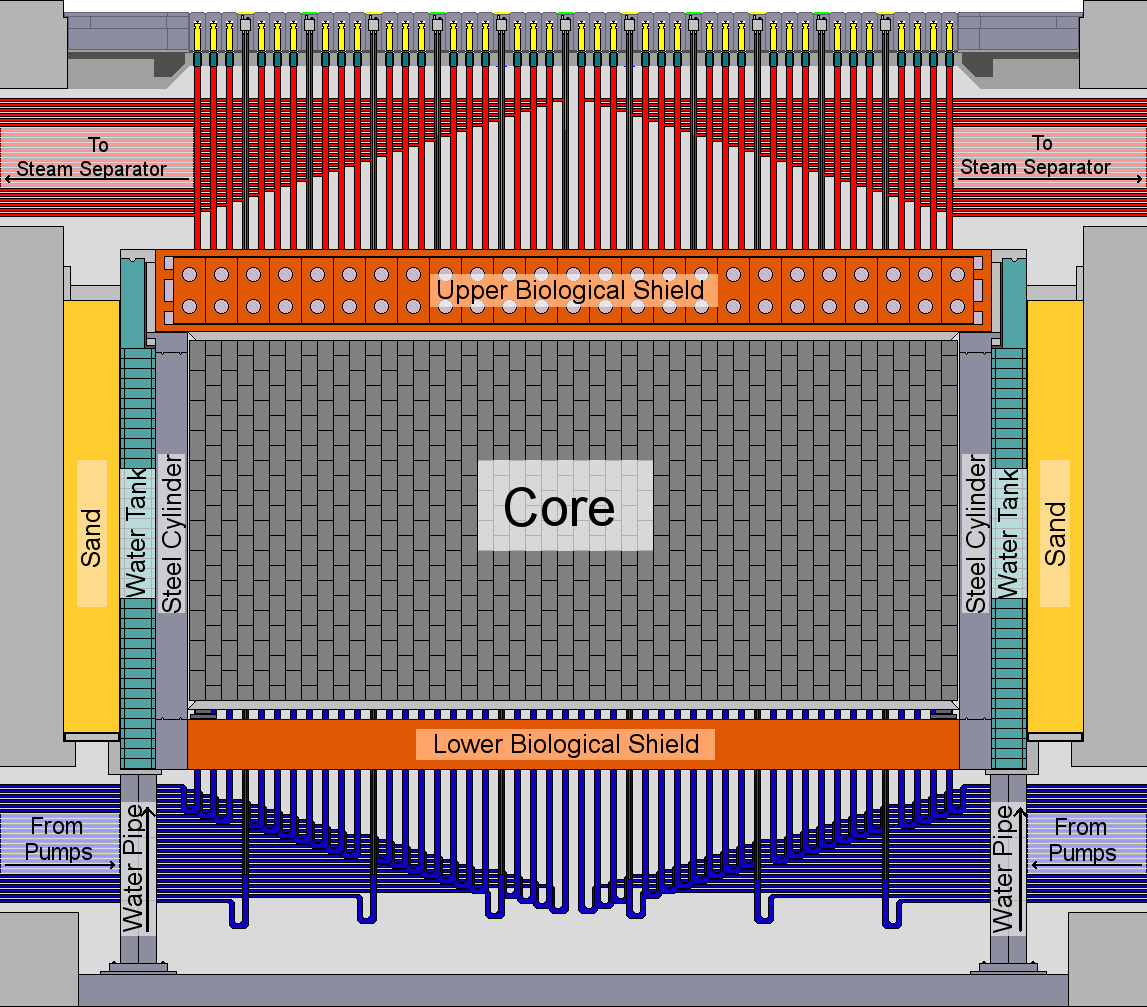
Schematyczny widok reaktora z boku.

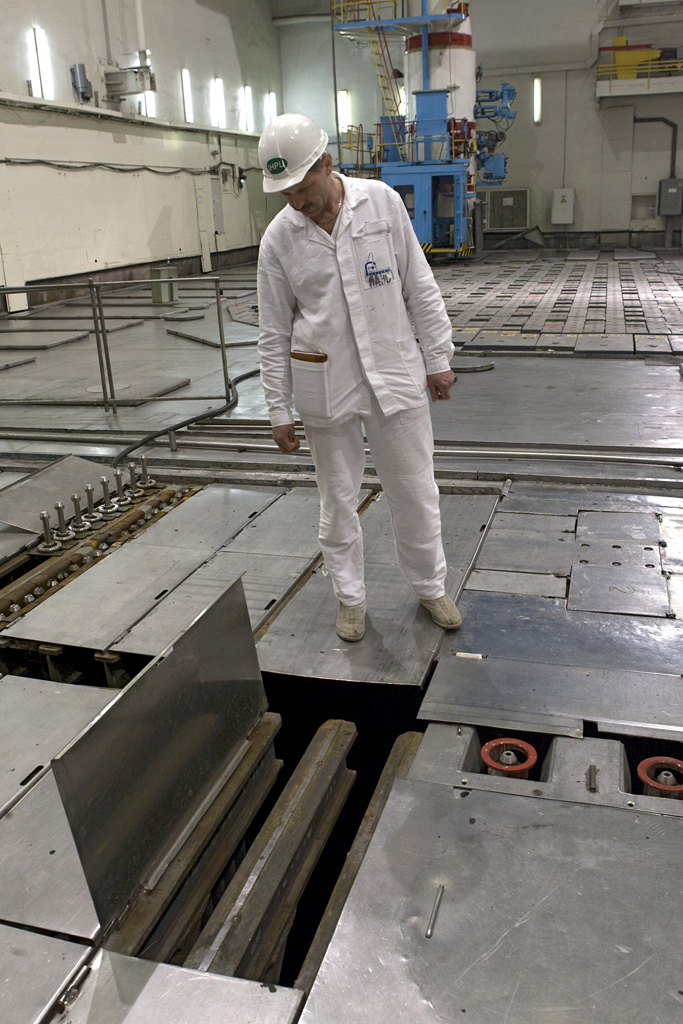
Pracownik elektrowni jądrowej Leningrad dokonuje inspekcji zbiornika na zużyte paliwo. Na drugim planie pokrywa reaktora. W tle maszyna do wymieniania prętów paliwowych w reaktorze.

Rieaktor Bolszoj Moszcznosti Kanalnyj (RBMK) (ros. Реактор Большой Мощности Канальный, tłum. Reaktor Kanałowy Dużej Mocy) – lekkowodny, wrzący reaktor jądrowy z moderatorem grafitowym. Pierwszy reaktor tego typu uruchomiono w Leningradzkiej Elektrowni Jądrowej.
RBMK był celem sowieckiego programu budowy reaktorów służących do produkcji plutonu do celów militarnych. Jego prototyp, AM-1 („Атом Мирный”, Atom Mirnyj, „pokojowy atom”) uruchomiony 27 czerwca 1954 w Obnińsku produkował dla miasta 5 MW mocy do 1959 roku.
Chłodzenie lekką wodą i moderacja grafitem umożliwiła stosowanie jako paliwa naturalnego uranu, bez jego uprzedniego wzbogacania. Czyni to z RBMK jeden z najekonomiczniejszych reaktorów. Jednak kombinacja ta oznacza również wzrost reaktywności przy zwiększaniu się ilości pary w rdzeniu reaktora, co utrudnia jego sterowanie i może doprowadzić do utraty stabilności reaktora. Właśnie ten defekt był jedną z przyczyn katastrofy w Czarnobylu.

## Budowa reaktora

Układ elementów rdzenia reaktora nr 4 w Czarnobylu.
źródła neutronów startowych (12)
pręty kontrolne (167)
krótkie dolne pręty kontrolne (32)
pręty automatycznego sterowania (12)
rury ciśnieniowe z prętami paliwowymi (1661)
Liczby na schemacie wskazują pozycję prętów kontrolnych (głębokość wstawienia w cm) w momencie katastrofy w Czarnobylu

Projekt RBMK-1000 został opracowany na początku lat sześćdziesiątych pod kierunkiem prof. Nikołaja Dolleżala. Budowę pierwszego bloku uruchomiono w roku 1967, a oddano do użytku w roku 1973 w elektrowni Sosnowy Bór, 80 kilometrów na zachód od Leningradu (obecnie Sankt Petersburg).
Rdzeń nie ma obudowy bezpieczeństwa w sensie rozumianym na Zachodzie (tzw. containment). Reaktor jest umieszczony w betonowej studni o wymiarach 21,6 na 21,6 na 25,5 m. Rdzeń stanowi 1661 kolumn ułożonych z prostopadłościennych bloków grafitowych o podstawie kwadratu o boku 250 mm. W środku każdego bloku jest pionowy kanał o średnicy 114 mm będący kanałem paliwowym, sterującym lub technicznym. W celu zapobieżenia zapaleniu się grafitu oraz odprowadzenia ciepła wydzielającego się w nim (ok. 5% energii rozszczepienia unoszą neutrony) między grafitowymi blokami były przestrzenie wypełnione mieszaniną helu i azotu. Rdzeń otoczony jest warstwą grafitu o grubości 500–800 mm, spełniającą funkcję reflektora neutronów i pierwszej bariery ochronnej. Całość jest oddzielona od środowiska zewnętrznego pierścieniowym zbiornikiem wodnym o grubości 1,2 metrów, dwumetrową ścianą betonową, a z góry i z dołu płytami stalowymi o grubości 200–250 mm.
Kanały paliwowe są rurami o średnicy zewnętrznej 88 mm i ściance grubości 4 mm, wykonanymi ze stali nierdzewnej, a ich główna część przechodząca przez grafit – ze stopu niobu i cyrkonu. Każda rura kanału paliwowego jest umieszczona w rurze kanałowej, w której płynie i wrze woda ogrzewana głównie przez kanał paliwowy.
Wewnątrz kanałów paliwowych umieszczane są zespoły paliwowe, składające się z dwóch zestawów paliwowych o wysokości 3650 mm. Zestaw paliwowy składa się 18 prętów paliwowych oraz pręta nośnego w osi zestawu. Pręty paliwowe są utrzymywane przez przekładki ze stali nierdzewnej. Pręt paliwowy to rurka (koszulka) cyrkonowo-niobowa o średnicy 13,6 mm i grubości 0,9 mm, wypełniona pastylkami paliwowymi o wysokości 15 mm z dwutlenku uranu, wzbogaconego do minimum 1,8%. Całkowita masa paliwa wynosi 190 t. Czas przebywania pręta w reaktorze wynosi około 3 lat, a ich przeładunek może przebiegać podczas normalnej pracy reaktora.
Rdzeń wyposażony jest w 211 prętów kontrolnych wykonanych z węgliku boru, umożliwiających kontrolę mocy reakcji. Kilkanaście mniejszych prętów wsuwanych od spodu ma za zadanie odpowiednio rozprowadzać energię po rdzeniu, główne pręty wprowadzane są od góry. Część z nich jest sterowana automatycznie, część ręcznie, a pozostałe – awaryjnie (aktywowana tylko poprzez przełącznik AZ-5). W razie odchylenia od normalnych parametrów (np. skoku mocy) pręty mogą być opuszczone w celu zmniejszenia lub zaprzestania aktywności reaktora.
Blok pracuje z pojedynczym obiegiem, ciepło odbierane jest przez dwa układy chłodzenia, każdy połączony z jednym turbogeneratorem. W kanałach paliwowych woda pod ciśnieniem odbiera większość ciepła wygenerowanego w trakcie reakcji. Jej część odparowuje, w separatorach pary następuje oddzielenie wody z mieszaniny parowo-wodnej wychodzącej z reaktora. Uzyskana para nasycona (o temp. 284 °C i ciśnieniu 6,5 MPa, w ilości średnio 5780 t/h) doprowadzana jest do turbogeneratora o mocy elektrycznej 500 MW każdy. Po przejściu przez turbiny i skropleniu w kondensatorze kierowana jest z powrotem do reaktora. Sprawność elektrowni wynosi 31%. Rdzeń jest wyposażony w układ awaryjnego chłodzenia reaktora uruchamiany, jeśli obieg chłodziwa zostanie poważnie zaburzony.
Reaktory pracują w wieloblokowych elektrowniach, po 2-6 bloków. Zbudowano także udoskonalony reaktor RBMK-1500, o mocy zwiększonej do 1500 MW, który pracował w Ignalinie. Przygotowano także projekty udoskonalonego reaktora RBMK-2000, w którym zastosowano jądrowy przegrzew pary do 450 °C i zwiększono wzbogacenie uranu do 2,2%.

## Bezpieczeństwo
Elektrownie oparte na RBMK nie spełniały norm bezpieczeństwa obowiązujących w państwach zachodnich, dlatego budowano je wyłącznie na terenie byłego Związku Radzieckiego. Faktem jest jednak również to, że Związek Radziecki nie byłby zainteresowany żadnymi propozycjami transferu technologii, ze względu na możliwość łatwego wytwarzania plutonu, choć on sam nigdy nie wykorzystywał reaktorów do tego celu.
Po pierwsze, należało oddzielać rozżarzony do 750 °C grafit od wody i innych źródeł tlenu. W razie rozszczelnienia się któregokolwiek kanału, mogło dojść do zapłonu grafitu i niebezpiecznej eksplozji. Kolejnym problemem był dość powolny mechanizm opuszczania prętów (zaledwie 0,4 m/s), przez co czas od uruchomienia systemu awaryjnego do całkowitego zduszenia reakcji bardzo się wydłużał.
Co więcej, obsługa rdzenia ze względu na konieczność wprowadzenia lokalnych systemów zabezpieczeń i sterowania była niezwykle trudna. Rdzeń reaktora w Czarnobylu podzielony był na 12 sekcji z lokalnymi systemami sterowania.
Ogromną wadą rdzenia był wzrost reaktywności przy zwiększeniu ilości pary (zmniejszenie ilości wody ciekłej) w rdzeniu. W reaktorach typu BWR po odparowaniu części wody dochodzi do zmniejszenia reaktywności reaktora, ale w RBMK głównym moderatorem jest grafit, który jest lepszym moderatorem od wody ponieważ nie pochłania neutronów, woda w stanie ciekłym pochłania więcej neutronów niż para wodna więc w przypadku zmiany chłodziwa w parę szybkość reakcji rośnie, wytworzona temperatura może doprowadzić do reakcji cyrkonu z wodą, co może doprowadzić do rozszczelnienia się kanałów i prętów paliwowych.
Na dodatek, układ awaryjnego chłodzenia reaktora był oddzielony od obiegu pierwotnego zaworem odcinającym, a nie zwrotnym. Oznaczało to, że woda do układu nie dopływała samoczynnie w wypadku awarii obiegu, lecz trzeba było ją włączać ręcznie.
Większość (179) prętów kontrolnych wyposażona była w charakterystyczne głowice – tzw. jeźdźców. Między jeźdźcem, a trzonem pręta występowała niewielka przestrzeń. Jeździec, wykonany z grafitu, gdy wsuwa się do rdzenia, jest praktycznie przezroczysty dla neutronów, podczas gdy woda, którą wypycha z kanału, jest ich pochłaniaczem. Oznacza to, że podczas wprowadzania pręta, jego jeździec zwiększa moc rdzenia, nim trzon pręta ją obniży.
Reaktor miał jeszcze jeden, bardzo poważny defekt – przy pracy poniżej 200 MW stawał się bardzo niestabilny. Przepisy nakazywały w przypadku zejścia poniżej tego progu całkowite wyłączenie reaktora.
W wyniku rozszczepienia jąder uranu i następujących po nim rozpadów, w rdzeniu powstaje krótkożyciowy silnie pochłaniający neutrony izotop ksenonu-135. Ilość tego izotopu zależy od mocy reaktora we wcześniejszych około 2 dobach i zaburza kontrolę mocy i doprowadzając początkowo do jeszcze większego spadku energii, a później do jej wzrostu bez zmiany nastaw. Zjawisko to określane jest jako jama jodowa.
Eksplozja rdzenia czarnobylskiego reaktora nr 4 była wynikiem wielu zaniedbań i problemów. Na potrzeby testu wyłączono całkowicie układ awaryjnego chłodzenia i usunięto wszystkie pręty kontrolne, co w połączeniu z odcięciem chłodziwa spowodowało najpoważniejszą awarię w historii energetyki jądrowej.

### Modyfikacje
Przez pierwszą generację określa się reaktory zaprojektowane i wybudowane do połowy lat siedemdziesiątych (Leningrad 1 i 2, Czarnobyl 1 i 2, Kursk 1 i 2), zanim w Związku Radzieckim wprowadzono standardy dotyczące projektowania i budowy elektrowni jądrowych wydane w 1973 roku. Jednostki zgodnie z normami z 1973 r. określane są jako RBMK drugiej generacji. Zaprojektowane i skonstruowane ze zaktualizowanymi normami bezpieczeństwa wydanymi w 1982 r., to jednostki trzeciej generacji (Kursk 5 i Smoleńsk 3).
Po katastrofie wszystkie działające reaktory RBMK zmodyfikowano w celu poprawy bezpieczeństwa eksploatacji poprzez:
- zwiększenie liczby prętów kontrolnych sterowanych manualnie z 30 do 45;
- zainstalowanie dodatkowych 80 pochłaniaczy, aby utrzymać lepszą kontrolę nad reaktorem podczas pracy na małych mocach;
- wzrost wzbogacenia paliwa do 2,4%, aby wypalać je ze zwiększoną ilością neutronów, co ułatwia sterowanie.

Kolejnym celem było skrócenie czasu wyłączania reaktora i usunięcie towarzyszącej temu dodatniej reaktywności poprzez:
- skrócenie czasu wprowadzania głównych prętów kontrolnych z 18 do 12 sekund;
- przeprojektowanie prętów kontrolnych;
- zainstalowanie systemu szybkiego opuszczania prętów (tzw. procedura SCRAM);
- wprowadzenie dodatkowych środków ostrożności przed nieupoważnionym dostępem do systemów bezpieczeństwa.

Reaktory RBMK zostały znaczniej zmodernizowane. Większe modyfikacje polegały na:
- wymianie kanałów paliwowych we wszystkich reaktorach oprócz Smoleńska 3;
- unowocześnieniu układu awaryjnego chłodzenia rdzenia;
- poprawieniu systemu ochrony przed kawitacją wysokociśnieniową reaktora;
- wymianie komputera procesowego.

## Nowe koncepcje
Na podstawie projektu RBMK stworzono nowy rodzaj reaktora nazwany MKER (ros. МКЭР, Многопетлевые Канальные Энергетические Реакторы, wieloobiegowy kanałowy reaktor energetyczny). Zasadnicze zmiany dotyczą sfery bezpieczeństwa, m.in. dodanie prawdziwej obudowy bezpieczeństwa (containment). Budowa prototypu MKER-1000 w Kursku (jako Kursk-5) jest nadal niepewna. Z kolei MKER-800, MKER-1000 i MKER-1500 najprawdopodobniej stanie w Sankt Petersburgu.

## Reaktor współcześnie
Obecnie funkcjonuje 7 reaktorów RBMK, wszystkie znajdują się na terenie Rosji: dwa w Sosnowym Borze, trzy w Smoleńsku oraz dwa w Kursku.
| Miejsce     | Reaktor   | Status                             | Moc w sieci | Moc maksymalna |
| ----------- | --------- | ---------------------------------- | ----------- | -------------- |
| Czarnobyl-1 | RBMK-1000 | Wyłączony 30 listopada 1996        | 740 MW      | 800 MW         |
| Czarnobyl-2 | RBMK-1000 | Wyłączony 10 listopada 1991        | 925 MW      | 1000 MW        |
| Czarnobyl-3 | RBMK-1000 | Wyłączony 15 grudnia 2000          | 925 MW      | 1000 MW        |
| Czarnobyl-4 | RBMK-1000 | Zniszczony 26 kwietnia 1986        | 925 MW      | 1000 MW        |
| Czarnobyl-5 | RBMK-1000 | Budowa przerwana 12 stycznia 1988  | 950 MW      | 1000 MW        |
| Czarnobyl-6 | RBMK-1000 | Budowa przerwana 12 stycznia 1988  | 950 MW      | 1000 MW        |
| Ignalina-1  | RBMK-1500 | Wyłączony 31 grudnia 2004          | 1185 MW     | 1300 MW        |
| Ignalina-2  | RBMK-1500 | Wyłączony 31 grudnia 2009          | 1185 MW     | 1300 MW        |
| Ignalina-3  | RBMK-1500 | Budowa przerwana w 1988            | 1380 MW     | 1500 MW        |
| Ignalina-4  | RBMK-1500 | Projekt anulowany w 1988           | 1380 MW     | 1500 MW        |
| Kostroma-1  | RBMK-1500 | Budowa przerwana w latach 80 XX w. | 1380 MW     | 1500 MW        |
| Kostroma-2  | RBMK-1500 | Budowa przerwana w latach 80 XX w. | 1380 MW     | 1500 MW        |
| Kursk-1     | RBMK-1000 | Wyłączony 19 grudnia 2021          | 925 MW      | 1000 MW        |
| Kursk-2     | RBMK-1000 | Wyłączony 31 stycznia 2024         | 925 MW      | 1000 MW        |
| Kursk-3     | RBMK-1000 | Działający                         | 925 MW      | 1000 MW        |
| Kursk-4     | RBMK-1000 | Działający                         | 925 MW      | 1000 MW        |
| Kursk-5     | RBMK-1000 | Budowa przerwana w 2012            | 925 MW      | 1000 MW        |
| Kursk-6     | RBMK-1000 | Budowa przerwana w 1993            | 925 MW      | 1000 MW        |
| Leningrad-1 | RBMK-1000 | Wyłączony w 2018 roku              | 925 MW      | 1000 MW        |
| Leningrad-2 | RBMK-1000 | Wyłączony 10 listopada 2020 roku   | 925 MW      | 1000 MW        |
| Leningrad-3 | RBMK-1000 | Działający                         | 925 MW      | 1000 MW        |
| Leningrad-4 | RBMK-1000 | Działający                         | 925 MW      | 1000 MW        |
| Smoleńsk-1  | RBMK-1000 | Działający                         | 925 MW      | 1000 MW        |
| Smoleńsk-2  | RBMK-1000 | Działający                         | 925 MW      | 1000 MW        |
| Smoleńsk-3  | RBMK-1000 | Działający                         | 925 MW      | 1000 MW        |
| Smoleńsk-4  | RBMK-1000 | Budowa przerwana w 1993            | 925 MW      | 1000 MW        |

## Dodatkowe źródła
- S. Michale Modro, Michale W. Jankowski, Postęp w dziedzinie bezpieczeństwa reaktorów jądrowych (18 stron, 18 ref), apw.ee.pw.edu.pl [dostęp 2011-03-25] (pol.). Brak numerów stron w książce
- Maciej Zarzycki. Jądrowe reaktory energetyczne – budowa, zasada działania, eksploatacja. „www.atomowyautobus.pl/referaty (37 stron, 39 ref)”. Fundacja Forum atomowe.brak numeru strony